# Никольская, Елизавета Николаевна
Елизавета Николаевна Никольская (чеш. Jelizaveta Nikolská; 24 октября 1904, Владивосток, Российская империя — 16 августа 1955, Каракас, Венесуэла) — русская балерина, хореограф и педагог балета, в Чехословакии в 1934—1945 годах прима-балерина, балетмейстер, художественный руководитель Национального театра.

## Биография
Родилась в 1904 году во Владивостоке. Из дворян, урождённая Булкина; отец — Булкин Николай Иванович (1864—1913), служил по военно-судебному ведомству, на момент её рождения — полковник, военный следователь Приамурского ВО (1898—1902), в конце жизни — военный судья Одесского военно-окружного суда (1910—1913), генерал-майор (1913).
Училась в Санкт-Петербурге в балетной школе Ольги Преображенской, после 1913 года переехала с матерью в Одессу, где окончила гимназию.
В пятнадцатилетнем возрасте поступила на сцену Одесского театра оперы и балета, где танцевала в 1919—1921 годах.

### Эмиграция в Прагу
После Октябрьской революции и занятия Юга России большевиками в 1921 году покинула Россию, чешский хореограф Августин Бергер пригласил её в Пражский национальный театр, где 8 июля 1922 года она исполнила партию Одетты в балете «Лебединое озеро».
В 1923—1925 годах выступала в труппе театра как сольная танцовщица, исполняла такие партии как Аврора в «Спящей красавице» Чайковского, Зобейда в «Шехерезаде» Римского-Корсакова и других. С 1922 года вела при Пражском национальном театре балетную школу, в которой обучала будущих ведущих чехословацких танцоров, в том числе Нину Йиржикову.
В 1925 году покинула Пражский национальный театр после разрыва со своим художественным партнёром Ремиславом Ремиславским, открыла балетную школу и организовала танцевальные представления в Театре на Виноградах.

### В Париже и Египте

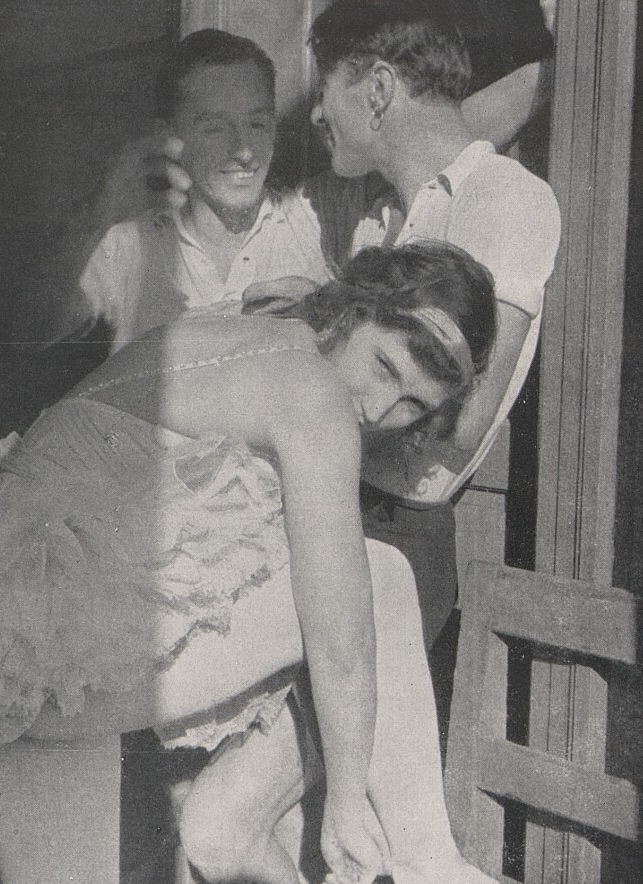
Елизавета Никольская, прима-балерина Пражского национального театра, 1932 год

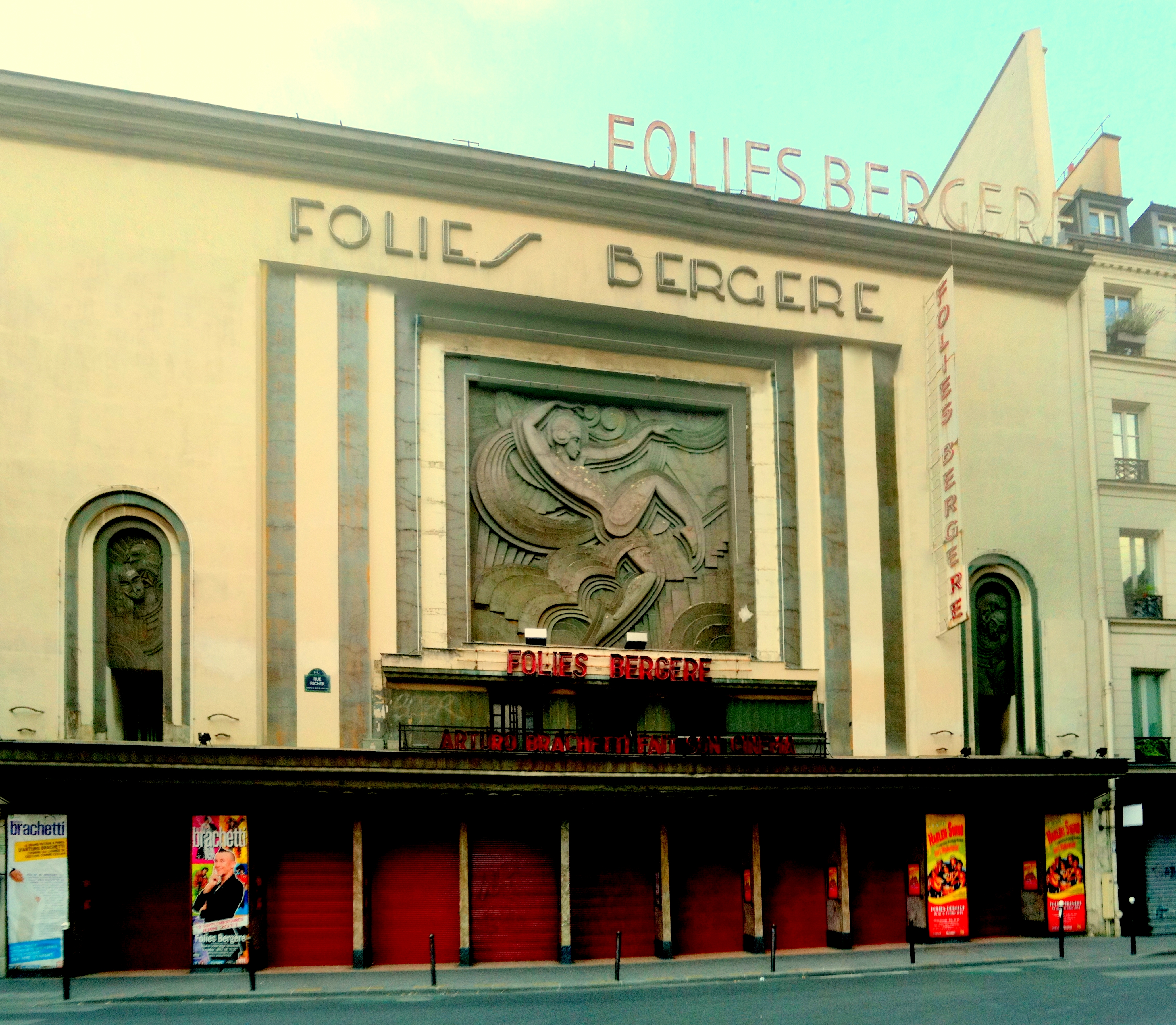
Списанный с Никольской барельеф танцовщицы на фасаде кабаре «Фоли-Бержер» (Париж)

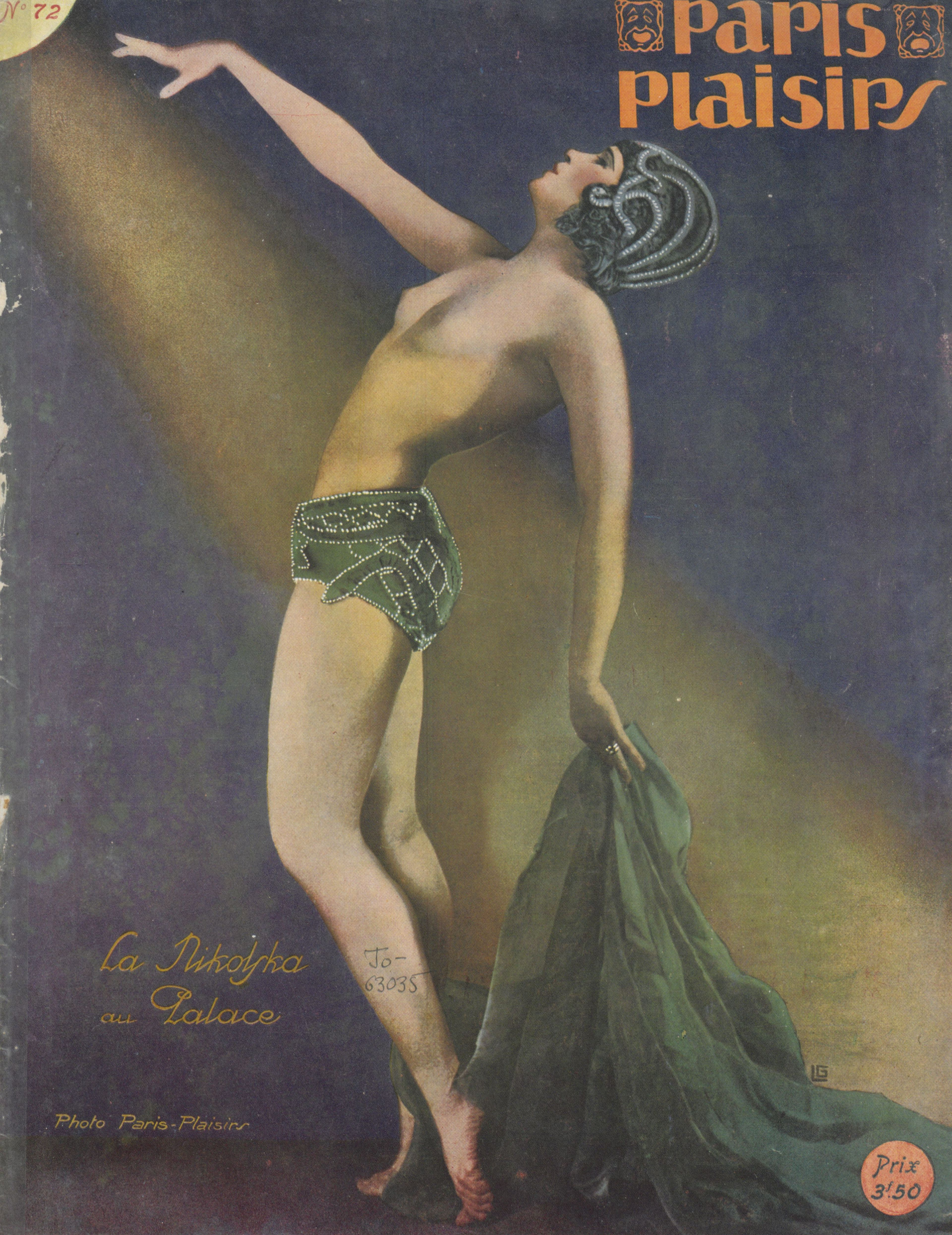

В 1927 году уехала в Париж, где преподавала танцы в открытой её учителем Ольгой Преображенской балетной школе «Студия Вакер».
Её парижский период насыщен скандальными событиями: выступала в ночном клубе «Палас», работала танцовщицей и хореографом в парижском кабаре «Фоли-Бержер», в 1927 году в составе его труппы сыграла эпизодичную роль в эксплуатационном французском фильме «Парижские удовольствия», позировала для фотографий — так в 1929 году исполняла древнегреческие танцы перед Парфеноном в Афинах, событие, запечатлённое фотографом Нелли Суюлдзоглу.
Именно она была моделью для барельефа танцовщицы, выполненной из серебристой штукатурки скульптором Морисом Пико, украшающего фасад и являющегося эмблемой-символом парижского кабаре «Фоли-Бержер».
В 1930—1932 годах была балетмейстером Каирской оперы.

### Прима-балерина Пражского театра
В 1932 году вернулась в Прагу, получила чехословацкое гражданство, стала звездной танцовщицей исполниля ряд главных ролей.
С 1934 года — прима-балерина, с 1937 по 1945 год — балетмейстер, а с 1940 по 1945 год — художественный руководитель балета Пражского национального театра. Кроме того поставила хореографию и снялась в ролях танцовщиц в трёх чехословацких фильмах.
В годы Второй мировой войны и оккупации Чехословакии немцами заняла прогерманскую позицию, из-за своих антикоммунистических и профашистских взглядов стала членом партии «Влайка», публично сотрудничала с нацистами. Со своей балетной группой «Prager Ballet der Jelizaveta Nikolska» в 1942—1944 годах гастролировала в Третьем Рейхе и фашистской Италии «в рамках культурного и художественного обмена между империей, Протекторатом и Италией».
С подходом Красной армии в мае 1945 года её удалось бежать из Праги, в отличие от её бывшего мужа Феликса де ла Камара (с которым она, однако, развелась в 1930-е годы, но поддерживала контакты), активного пособника нацистов, организатора чехословацкого «Национального общества фашистов», казнённого за коллаборационизм (по другим данным он также скрылся в Южной Америке).
Через Францию и США уехала в Венесуэлу. В Каракасе открыла балетную школу, которая за десятилетие прославилась на всем южноамериканском континенте.
Внезапно скончалась в 1955 году в возрасте 50 лет.

## Фильмография
- 1927 — Парижские удовольствия / La revue des revues — танцовщица
- 1938 — Цех кутногорских дев / Cech panen kutnohorských — цыганка-танцовщица
- 1940 — Любовница в маске / Maskovana milenka — прима-балерина, камео
- 1943 — Танцовщица / Tanečnice — мадам Рикетти, прима-балерина Национального театра, камео

## Оценки
После приглашённого выступления в роли Одетты в «Лебедином озере» (1923) она стала солисткой Пражского национального театра. Её участие означало значительное повышение уровня балетной труппы. … Её танцевальная техника была основана на лучших традициях русской балетной школы (её сравнивали с Анной Павловой). Во время своего пребывания в Западной Европе она также познакомилась с развитием современного балета. Она стремилась улучшить труппу и реорганизовать её. Она обладала блестящей техникой танца высокого класса, широким спектром выразительных средств и ослепительной внешностью.Оригинальный текст (чешск.)Po pohostinském vystoupení v roli Odetty v Labutím jezeře (1923) se stala sólistkou ND Praha. Její angažování znamenalo výrazné posílení úrovně baletního souboru. … Její taneční technika vycházela z nejlepších tradic ruské baletní školy (bývala srovnávána s A. Pavlovovou), během svého působení v západní Evropě poznala i vývoj moderního baletu. Usilovala o zkvalitnění souboru a jeho reorganizaci. Měla brilantní techniku špičkového tance, širokou škálu výrazových prostředků i oslnivý zjev.— Nikolská, Jelizaveta // Чешская театральная энциклопедия

…она была красивой женщиной. Она был похожа на фарфоровую статую. У неё были зеленые глаза, прямой благородный нос. Как танцовщица она была великолепна… Оригинальный текст (чешск.)Byla to krásná žena. Vypadala jako socha z porcelánu. Měla zelené oči, rovný, ušlechtilý nos. Jako tanečnice byla vynikající...— её ученица, выдающаяся чешская балерина Нина Йиржикова